# Lijst van gemeenten in het departement Landes
Hieronder volgt een lijst van de 331 gemeenten (communes) in het Franse departement Landes (departement 40).

## A
Aire-sur-l'Adour
- Amou
- Angoumé
- Angresse
- Arboucave
- Arengosse
- Argelos
- Argelouse
- Arjuzanx
- Arsague
- Artassenx
- Arthez-d'Armagnac
- Arue
- Arx
- Aubagnan
- Audignon
- Audon
- Aureilhan
- Aurice
- Azur

## B
Bahus-Soubiran
- Baigts
- Banos
- Bascons
- Bas-Mauco
- Bassercles
- Bastennes
- Bats
- Baudignan
- Bégaar
- Belhade
- Bélis
- Bélus
- Bénesse-lès-Dax
- Bénesse-Maremne
- Benquet
- Bergouey
- Betbezer-d'Armagnac
- Beylongue
- Beyries
- Biarrotte
- Bias
- Biaudos
- Biscarrosse
- Bonnegarde
- Boos (Landes)
- Bordères-et-Lamensans
- Bostens
- Bougue
- Bourdalat
- Bourriot-Bergonce
- Brassempouy
- Bretagne-de-Marsan
- Brocas
- Buanes

## C
Cachen
- Cagnotte
- Callen
- Campagne
- Campet-et-Lamolère
- Candresse
- Canenx-et-Réaut
- Capbreton
- Carcarès-Sainte-Croix
- Carcen-Ponson
- Cassen
- Castaignos-Souslens
- Castandet
- Castelnau-Chalosse
- Castelnau-Tursan
- Castelner
- Castel-Sarrazin
- Castets
- Cauna
- Cauneille
- Caupenne
- Cazalis
- Cazères-sur-l'Adour
- Cère
- Classun
- Clèdes
- Clermont
- Commensacq
- Coudures
- Créon-d'Armagnac

## D
Dax
- Doazit
- Donzacq
- Duhort-Bachen
- Dumes

## E
Escalans
- Escource
- Estibeaux
- Estigarde
- Eugénie-les-Bains
- Eyres-Moncube

## F
Fargues
- Le Frêche

## G
Gaas
- Gabarret
- Gaillères
- Gamarde-les-Bains
- Garein
- Garrey
- Garrosse
- Gastes
- Gaujacq
- Geaune
- Geloux
- Gibret
- Goos
- Gourbera
- Gousse
- Gouts
- Grenade-sur-l'Adour

## H
Habas
- Hagetmau
- Hastingues
- Hauriet
- Haut-Mauco
- Herm
- Herré
- Heugas
- Hinx
- Hontanx
- Horsarrieu

## J
Josse

## L
Labastide-Chalosse
- Labastide-d'Armagnac
- Labatut
- Labenne
- Labouheyre
- Labrit
- Lacajunte
- Lacquy
- Lacrabe
- Laglorieuse
- Lagrange
- Lahosse
- Laluque
- Lamothe
- Larbey
- Larrivière
- Latrille
- Laurède
- Lauret
- Lencouacq
- Léon
- Lesgor
- Lesperon
- Le Leuy
- Lévignacq
- Linxe
- Liposthey
- Lit-et-Mixe
- Losse
- Louer
- Lourquen
- Lubbon
- Lucbardez-et-Bargues
- Lüe
- Luglon
- Lussagnet
- Luxey

## M
Magescq
- Maillas
- Maillères
- Mano
- Mant
- Marpaps
- Mauries
- Maurrin
- Mauvezin-d'Armagnac
- Maylis
- Mazerolles
- Mées
- Meilhan
- Messanges
- Mézos
- Mimbaste
- Mimizan
- Miramont-Sensacq
- Misson
- Moliets-et-Maâ
- Momuy
- Monget
- Monségur
- Montaut
- Mont-de-Marsan
- Montégut
- Montfort-en-Chalosse
- Montgaillard
- Montsoué
- Morcenx
- Morganx
- Mouscardès
- Moustey
- Mugron

## N
Narrosse
- Nassiet
- Nerbis
- Nousse

## O
Oeyregave
- Oeyreluy
- Onard
- Ondres
- Onesse-Laharie
- Orist
- Orthevielle
- Orx
- Ossages
- Ousse-Suzan
- Ozourt

## P
Parentis-en-Born
- Parleboscq
- Payros-Cazautets
- Pécorade
- Perquie
- Pey
- Peyre
- Peyrehorade
- Philondenx
- Pimbo
- Pissos
- Pomarez
- Pontenx-les-Forges
- Pontonx-sur-l'Adour
- Port-de-Lanne
- Poudenx
- Pouillon
- Pouydesseaux
- Poyanne
- Poyartin
- Préchacq-les-Bains
- Pujo-le-Plan
- Puyol-Cazalet

## R
Renung
- Retjons
- Rimbez-et-Baudiets
- Rion-des-Landes
- Rivière-Saas-et-Gourby
- Roquefort

## S
Sabres
- Saint-Agnet
- Saint-André-de-Seignanx
- Saint-Aubin
- Saint-Avit
- Saint-Barthélemy
- Sainte-Colombe
- Saint-Cricq-Chalosse
- Saint-Cricq-du-Gave
- Saint-Cricq-Villeneuve
- Saint-Étienne-d'Orthe
- Sainte-Eulalie-en-Born
- Sainte-Foy
- Saint-Gein
- Saint-Geours-d'Auribat
- Saint-Geours-de-Maremne
- Saint-Gor
- Saint-Jean-de-Lier
- Saint-Jean-de-Marsacq
- Saint-Julien-d'Armagnac
- Saint-Julien-en-Born
- Saint-Justin
- Saint-Laurent-de-Gosse
- Saint-Lon-les-Mines
- Saint-Loubouer
- Sainte-Marie-de-Gosse
- Saint-Martin-de-Hinx
- Saint-Martin-de-Seignanx
- Saint-Martin-d'Oney
- Saint-Maurice-sur-Adour
- Saint-Michel-Escalus
- Saint-Pandelon
- Saint-Paul-en-Born
- Saint-Paul-lès-Dax
- Saint-Perdon
- Saint-Pierre-du-Mont
- Saint-Sever
- Saint-Vincent-de-Paul
- Saint-Vincent-de-Tyrosse
- Saint-Yaguen
- Samadet
- Sanguinet
- Sarbazan
- Sarraziet
- Sarron
- Saubion
- Saubrigues
- Saubusse
- Saugnac-et-Cambran
- Saugnacq-et-Muret
- Seignosse
- Le Sen
- Serres-Gaston
- Serreslous-et-Arribans
- Seyresse
- Siest
- Sindères
- Solférino
- Soorts-Hossegor
- Sorbets
- Sorde-l'Abbaye
- Sore
- Sort-en-Chalosse
- Souprosse
- Soustons

## T
Taller
- Tarnos
- Tartas
- Tercis-les-Bains
- Téthieu
- Tilh
- Tosse
- Toulouzette
- Trensacq

## U
Uchacq-et-Parentis
- Urgons
- Uza

## V
Vert
- Vicq-d'Auribat
- Vielle-Tursan
- Vielle-Saint-Girons
- Vielle-Soubiran
- Vieux-Boucau-les-Bains
- Le Vignau
- Villenave
- Villeneuve-de-Marsan

## Y
Ychoux
- Ygos-Saint-Saturnin
- Yzosse